# エドワード・ブライ (第2代ダーンリー伯爵)
第2代ダーンリー伯爵エドワード・ブライ（英語: Edward Bligh, 2nd Earl of Darnley、1715年11月9日 - 1747年7月22日）は、イギリス（グレートブリテン王国）の貴族。
初代ダーンリー伯爵ジョン・ブライと、その妻である第10代クリフトン女男爵シアドゥーシア（第3代クラレンドン伯爵エドワード・ハイドの三女）の間に長男として生まれる。ウェストミンスター校とジュネーヴで教育を受ける。1722年に母からクリフトン男爵位を、1728年に父からダーンリー伯爵位を継承した。
1737年、王立協会フェローに選出された。1742年に王太子付きの侍従（Lord of the Bedchamber）に任じられ、死去までその職を務めた。初代バース伯爵の後援の下、ロバート・ウォルポールの政権に反対したホイッグ党員の一人でもあった。生涯未婚で通したが、アイルランド人の人気女優ペグ・ウォフィントンの恋人だったとされている。
フリーメイソンでもあり、イングランド首位グランドロッジのグランドマスターを一年間務めた。
ウェストミンスター大聖堂とBurke's Peerageによると、31歳でケントのコバム・ホールにて死去し、同聖堂に埋葬されている。爵位は弟のジョンが継承した。